# Leciñana de Mena
Leciñana de Mena es una localidad española del municipio de Valle de Mena, perteneciente a la provincia de Burgos, en la comunidad autónoma de Castilla y León.

## Historia
Hacia mediados del siglo XIX, el lugar, ya por entonces perteneciente al ayuntamiento de Valle de Mena, tenía contabilizada una población de 116 habitantes. Aparece descrito en el décimo volumen del Diccionario geográfico-estadístico-histórico de España y sus posesiones de Ultramar de Pascual Madoz con las siguientes palabras:

LECIÑANA DE MENA: l. en la prov., aud. terr. y c. g. de Burgos (16 1/2 leg.), dióc. de Santander (14), part. jud. de Villarcayo (4 1/2) y ayunt. del valle de Mena (2): sit. en un hondo, en el descenso de la peña que le separa de Losa y del monte llamado Cabrío; su clima es templado; reinan los vientos E. y O.; y las enfermedades que con mas frecuencia se padecen son los catarros, erisipelas y reumas. Tiene 31 casas; escuela de primera educacion, á la que asisten 25 niños de ambos sexos, cuyo maestro está dotado con 14 fan. de trigo; 2 fuentes de buen agua dentro de la pobl., de las cuales la una baja del monte Cabrío; una igl. parr. (Stos. Emeterio y Celedonio), servida por un cura beneficiado y un sacristan, siendo aquel de presentacion y provision del conde de Noblejas, el cual debe verificar esta en hijos patrimoniales: la espresada igl. es matriz y comprende el barrio denominado de la Haya, que se halla en la bajada de la cuesta y monte Cabrío, por donde pasa la carretera nueva que conduce de Burgos á Bilbao y Castro-Urdiales, habiendo junto á esta barrera una ermita bajo la advocacion de San Sebastian. Confina el térm. N. San Pelayo de Montija; E. Iruz; S. la citada peña, y O. Bercedo de Montija. El terreno es delgado pero a propósito para granos, cruzando por él un arroyo que nace en dicho monte, térm. del l. de que nos ocupamos, y despues de seguir por Iruz y Concejero, va á unirse con el Nervion en el térm. de Villasuso: el monte Cabrío está medianamente poblado de hayas y robles. caminos no hay otro que la mencionada carretera. correos: la correspondencia se recibe de Villarcayo por balijero, los lunes, jueves y sábados, y sale los martes, viernes y domingos. prod.: trigo, muy poco maiz y alguna patata, ganado lanar, vacuno, cabrío y caballar, de todo en corto número, y caza de perdices y liebres con bastante escasez. ind.: la agrícola. pobl.: 30 vec., 116 alm. cap. prod.: 8,800 rs. imp.: 916.
(Madoz, 1847, p. 113)

En 2022, tenía empadronados diecisiete habitantes.

## Patrimonio
Hay en el lugar una iglesia de los Santos Emeterio y Celedonio.